# Luca Brecel
Luca Brecel (* 8. März 1995 in Dilsen-Stokkem) ist ein belgischer Snookerspieler. Seit 2011 gehört er der Profitour an. Er gewann 2023 als erster Kontinentaleuropäer die Snookerweltmeisterschaft.

## Karriere

### Jugend und erste Profijahre
Ab 2007 konnte Brecel vier Mal in Folge die belgische U16-Meisterschaft gewinnen, 2008 und 2009 sowie 2011 auch die U21-Meisterschaft. 2009 wurde er im Alter von 14 Jahren jüngster U-19-Snooker-Europameister aller Zeiten. Er erhielt eine Einladung für das Finalturnier der World Series 2008/09 und besiegte dort in der Vorrunde überraschend den mehrfachen Vizeweltmeister Jimmy White mit 4:3. Im Achtelfinale bezwang er Ken Doherty, den Weltmeister von 1997, mit 5:3, in der nächsten Runde schied er mit 4:5 gegen den Weltmeister von 2006, Graeme Dott, aus. Seitdem galt Luca Brecel als einer der vielversprechendsten Nachwuchsspieler der Welt.
Im Mai 2010 wurde er durch einen 7:4-Finalsieg über Profispieler Björn Haneveer Belgischer Meister der Herrenklasse. Zudem gewann er im selben Jahr die EBSA-Snookereuropameisterschaft.
Brecel wurde auch zum Power Snooker Event 2010 (erste große Veranstaltung dieser Snookervariante) eingeladen. Er unterlag in seinem Auftaktmatch dem späteren Sieger Ronnie O’Sullivan.
In der Saison 2010/11 war Brecel noch zu jung, um auf der Main Tour spielen zu können. Er erhielt eine Wildcard für das German Masters 2011, unterlag jedoch bereits im ersten Spiel Jack Lisowski mit 2:5. Für die Saison 2011/12 erhielt er dann eine Wildcard für die Profitour. Bei den ersten beiden Turnieren der Players Tour Championship 2011/12 gewann er unter anderem gegen die Top-32-Spieler Jamie Cope und Anthony Hamilton.
Am Ende der Saison schaffte er durch Siege über Ian McCulloch, Barry Pinches, Michael Holt und Mark King als erster Belgier die Qualifikation für die Snooker-WM. Damit brach er den von Stephen Hendry seit 1986 gehaltenen Rekord als jüngster Teilnehmer bei einer Endrunde der Weltmeisterschaft. In seinem Auftaktmatch unterlag er Stephen Maguire mit 5:10. Anschließend wurde bekanntgegeben, dass Brecel auch für das nächste Jahr eine Wildcard zur Verfügung gestellt werde.
Bei der UK Championship 2012 qualifizierte er sich mit vier Siegen – darunter ein 6:1 über den ehemaligen Weltmeister Peter Ebdon – für sein zweites vollwertiges Weltranglistenturnier. Dort gelang ihm mit einem 6:5-Auftaktsieg über Ricky Walden der Sprung ins Achtelfinale, in dem er auch noch Mark King besiegte und erstmals im Viertelfinale eines Main-Tour-Turniers stand. Dort unterlag er Shaun Murphy mit 5:6.
Auch wenn er nach wie vor Profispieler war, nahm Brecel mitunter auch weiterhin an belgischen Amateurturnieren teil. 2013, 2015 und 2017 gewann er so die belgische Doppel-Meisterschaft.

### Saison 2014/15 und Saison 2015/16

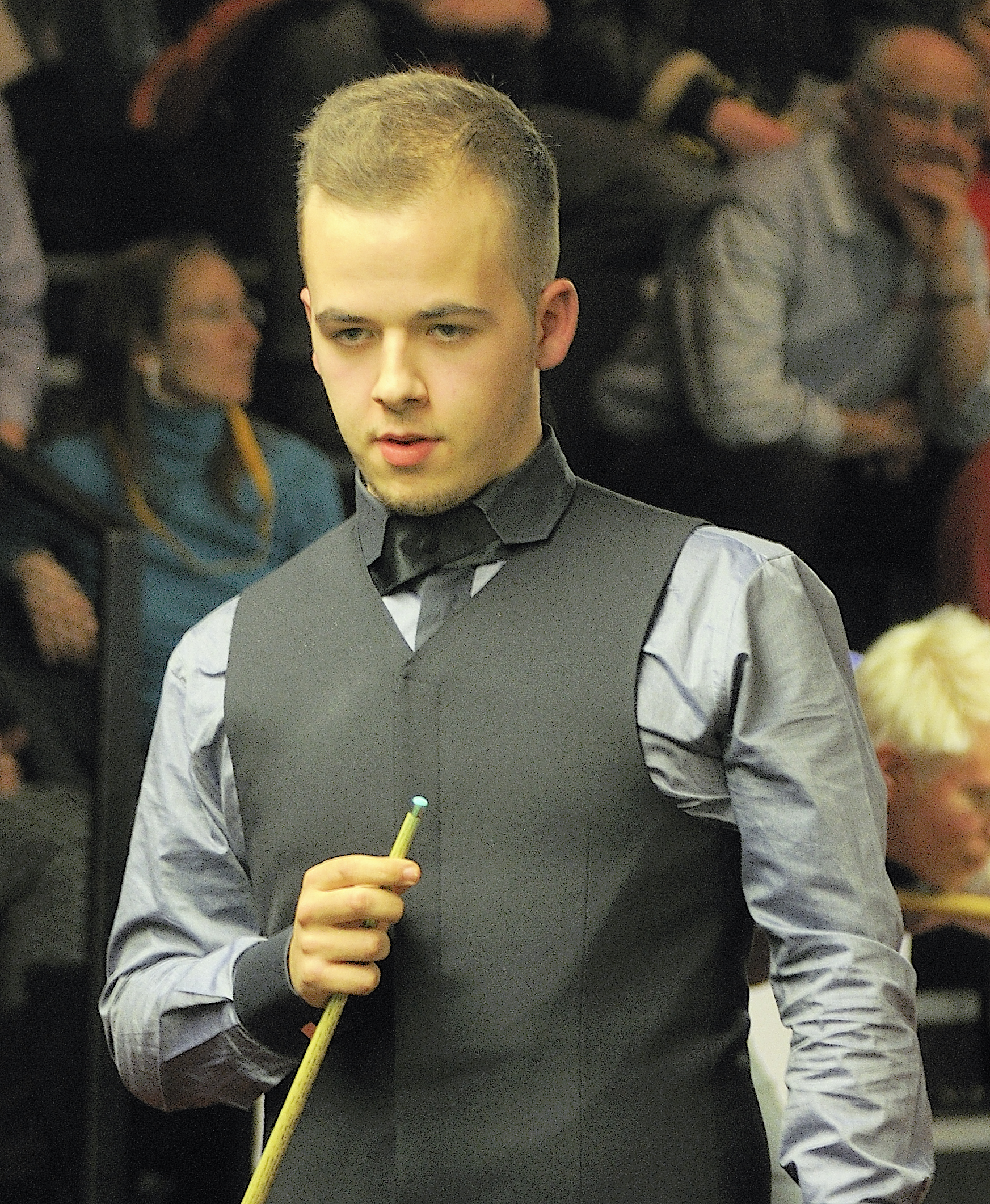
Luca Brecel beim German Masters 2014

In der Saison 2014/2015 stand Brecel bei den Welsh Open erstmals im Halbfinale eines Weltranglistenturniers. Im Achtelfinale besiegte er den Weltranglistenersten und amtierenden Weltmeister Mark Selby mit 4:3, im Viertelfinale Ricky Walden mit 5:3. Im Halbfinale unterlag er dem späteren Sieger John Higgins mit 4:6.
In der Saison 2015/16 erreichte Brecel erstmals das Finale eines Weltranglistenturniers. Beim German Masters 2016 unterlag er Martin Gould im Endspiel mit 5:9. Genau eine Woche später stand er beim Snooker Shoot-Out, einem Einladungsturnier nach Sonderregeln, erneut im Endspiel und verlor dort in einem Ein-Frame-Match mit 36:50 Punkten gegen den Finnen Robin Hull.

### Saison 2017/18
Die Saison 2017/18 begann gut für ihn. Brecel erreichte bei der China Championship das Finale, das er gegen Shaun Murphy mit 10:5 gewann. Auf dem Weg ins Finale besiegte er unter anderem Marco Fu und Ronnie O’Sullivan. Brecel ist damit der erste Belgier, sogar der erste Kontinentaleuropäer, der ein Ranglistenturnier im professionellen Snooker gewann.
Bei den World Open 2017 erreichte er das Halbfinale und spielte dort gegen Ding Junhui, gegen den er mit 4:6 verlor.
Beim Champion of Champions erreichte er mit Siegen über Judd Trump (4–0) und dem damaligen Weltmeister Mark Selby (6–4) das Halbfinale, wo er gegen die späteren Turniersieger Shaun Murphy verlor.
Bei den Shanghai Masters 2017 qualifizierte sich Brecel mit einem 5:0-Sieg über den Waliser Jak Jones für die Hauptrunde. Dort unterlag er nach 5:0-Siegen über Matthew Stevens und Jamie Jones sowie einem 5:4-Sieg über Graeme Dott im Viertelfinale dem späteren Finalisten Judd Trump mit 0:5.
2018 wurde er auch zur Championship League eingeladen. In Gruppe 7 traf er am 26. März auf John Higgins und beendete die Partie mit einem Maximum Break zum 3:0-Sieg. Es war sein erstes offizielles 147-Punkte-Break.

### Saison 2018/19
Bei den Northern Ireland Open erreichte er das Achtelfinale, wo er gegen Judd Trump ausschied. Beim Snooker Shoot-Out erreichte er ebenfalls das Achtelfinale, schied hier gegen Michael White aus.
Die China Open beendete er erst im Halbfinale, nachdem er gegen Neil Robertson verloren hatte. Bei der Weltmeisterschaft kassierte er dagegen eine Erstrundenniederlage gegen Gary Wilson. Die Saison beendete er auf dem 15. Platz der Weltrangliste, dem gleichen Platz, mit dem er gestartet war.

### Saison 2019/20
Diese Saison lief nicht gut für Brecel. Sein bestes Ergebnis war ein Achtelfinale bei den Welsh Open, wo er gegen John Higgins ausschied. Daher fiel er aus den Top 32 heraus.
Er gewann zwar die Championship League 2020, die aber als Einladungsturnier keinen Einfluss auf seine Position in der Weltrangliste hatte.

### Saison 2020/21
Die Saison 20/21 lief für Brecel wesentlich besser als die vorhergehende und er konnte wieder in die Top 16 aufsteigen.
Er erreichte das Viertelfinale der English Open, wo er gegen Ronnie O’Sullivan mit 5:1 verlor, erreichte später aber mit der Finalteilnahme bei den UK Championship als erster Kontinentaleuropäer das Finale eines Triple Crownturniers, verlor dort aber mit 5:10 gegen Zhao Xintong. Auf dem Weg ins Finale besiegte er Stephen Maguire mit einem whitewash und schlug im Halbfinale Kyren Wilson mit 6:4. Dabei spielte er in dieser Partie vier Century-Breaks. Durch dieses Ergebnis erreichte er wieder die Top 16.

### Saison 2021/22
Seine Erfolgsserie setzte er fort, indem er bei den Scottish Open mit einem 9:5-Sieg über John Higgins das Turnier gewann und auf Platz 15 der Weltrangliste stieg. Diese Erfolge kamen aber zu spät, um ihm die Teilnahme am Masters zu sichern.

### Saison 2022/23
Zu Beginn der Saison gewann er bei der Championship League sein drittes Ranglistenturnier. Mit Platz 9 erreichte er danach seine bis dahin beste Platzierung. Zum Jahresende 2022 erreichte er bei den English Open ein weiteres Finale, unterlag diesmal aber Mark Selby. Zum Saisonende besiegte er bei der Snookerweltmeisterschaft 2023 unter anderem Titelverteidiger Ronnie O’Sullivan und erreichte das WM-Finale, in dem er erneut auf Mark Selby traf. Diesmal besiegte er ihn mit 18:15 und wurde als erster Kontinentaleuropäer Snookerweltmeister.

## Erfolge

### Ranglistenturniersiege
- China Championship – 2017
- Scottish Open – 2021
- Championship League – 2022
- Snookerweltmeisterschaft – 2023

### Einladungsturnier
- Championship League – 2020

### Amateur-Turniere
- Belgische U16-Meisterschaft – 2007, 2008, 2009, 2010
- Belgische U21-Meisterschaft – 2008, 2009, 2011
- U19-Snooker-Europameisterschaft – 2009
- Belgische Snooker-Meisterschaft – 2010, 2013, 2014
- EBSA-Snookereuropameisterschaft – 2010
- Belgische Doppel-Meisterschaft – 2013 (mit Jurian Heusdens), 2015 (mit Mathijs Bokken), 2017 (mit Sybren Sokolowski)

## Sonstiges
Im August 2023 kam sein Weltmeister-Queue, ein handgefertigtes Exemplar aus Thailand, auf einem Flug von Seattle nach Frankfurt abhanden. Nach fast drei Wochen verzweifelter Suche, nebst unzähliger Telefonate, fanden er und sein Vater Carlo das Queue am Flughafen Frankfurt „unter Tausenden von Koffern“ Anfang September wieder.